# Municipio de McJester
El municipio de McJester (en inglés: McJester Township) es un municipio ubicado en el condado de Cleburne en el estado estadounidense de Arkansas. En el año 2010 tenía una población de 463 habitantes y una densidad poblacional de 13,19 personas por km².

## Geografía
El municipio de McJester se encuentra ubicado en las coordenadas 35°29′56″N 91°48′47″O / 35.49889, -91.81306. Según la Oficina del Censo de los Estados Unidos, el municipio tiene una superficie total de 35.11 km², de la cual 35,11 km² corresponden a tierra firme y (0 %) 0 km² es agua.

## Demografía
Según el censo de 2010, había 463 personas residiendo en el municipio de McJester. La densidad de población era de 13,19 hab./km². De los 463 habitantes, el municipio de McJester estaba compuesto por el 98,49 % blancos, el 0,22 % eran afroamericanos, el 0,22 % eran amerindios, el 0,43 % eran asiáticos y el 0,65 % eran de una mezcla de razas. Del total de la población el 1,51 % eran hispanos o latinos de cualquier raza.